# Manel Bosch Rodríguez
Manel Bosch Rodríguez (Badalona, 3 de març de 1956), és un exjugador de bàsquet català que mesurava 1.84 cm i que jugava a la posició de base.

## Carrera esportiva
Es va formar al Club Joventut Badalona, equip amb el que va debutar a la màxima categoria del bàsquet espanyol la temporada 1973-74. Va jugar a Badalona fins al 1980, guanyant una lliga (77-78) i una Copa (75-76). La temporada següent va jugar al CN Helios, i les altres quatre al CAI, tots dos clubs de Saragossa. Amb el CAI va tornar a guanyar una Copa del Rei la temporada 83-84. Després va jugar al Caja Bilbao (1985-86), al Club Baloncesto Breogán (1986-88) i al Valencia Basket (1988-89). Va ser 5 vegades internacional amb la Selecció Espanyola, amb qui va aconseguir una medalla de plata.
Un cop retirat inicia trajectòria com a tècnic, exercint d'entrenador del Ca Nostra Ibiza de la Segona Divisió entre els anys 1993 i 2000.